# Леобен (округ)
Леобен (нем. Bezirk Leoben) — округ в Австрии. Центр округа — город Леобен. Округ входит в федеральную землю Штирия. Занимает площадь 1 099,69 км2. Население — 67 767 чел. Плотность населения — 62 чел./км2.

## Общины и ортшафты (населённые пункты и поселения)
1. Айзенерц
2. Вальд-ам-Шоберпас
  1. Вальд-ам-Шоберпас
  2. Лизинг
  3. Меллинг
3. Кальванг
  1. Зоннберг
  2. Кальванг
  3. Пишинг
  4. Шаттенберг
4. Каммерн-им-Лизингталь
  1. Вольфгрубен
  2. Гларсдорф
  3. Дирнсдорф
  4. Зайц
  5. Каммерн-им-Лизингталь
  6. Лаймс
  7. Лизинг
  8. Мёчендорф
  9. Мохль
  10. Пфаффендорф
  11. Шпарсбах
5. Краубат-ан-дер-Мур
  1. Краубат-ан-дер-Мур
  2. Краубатграбен
  3. Лайзинг
6. Леобен
  1. Гёс
  2. Донавиц
  3. Лайтендорф
  4. Леобен
  5. Хинтерберг
  6. Юдендорф
7. Маутерн
  1. Лизингау
  2. Магдвизен
  3. Маутерн
  4. Раннах
  5. Райтингау
  6. Эзельберг
8. Никласдорф
9. Пролеб
  1. Кёллах
  2. Клечах
  3. Прентграбен
  4. Пролеб
10. Радмер
  1. Радмер-ан-дер-Хазель
  2. Радмер-ан-дер-Штубе
11. Санкт-Михаэль-ин-Оберштайермарк
  1. Брунн
  2. Грайт
  3. Лизингталь
  4. Санкт-Михаэль-ин-Оберштайермарк
  5. Фордерлайнзах
  6. Хинтерлайнзах
  7. Яссинг
12. Санкт-Петер-Фрайенштайн
  1. Санкт-Петер-Фрайенштайн
  2. Толлингграбен
  3. Трайдерсберг
  4. Хессенберг
13. Санкт-Штефан-об-Леобен
  1. Кайзерсберг
  2. Лихтенштайнерберг
  3. Лобминг
  4. Нидердорф
  5. Санкт-Штефан-об-Леобен
  6. Цмёллах
14. Трабох
  1. Мадштайн
  2. Тиммерсдорф
  3. Трабох
  4. Штадльхоф
15. Трофайах
  1. Гай
  2. Гаузендорф
  3. Гёсграбен
  4. Гимплах
  5. Крумпен
  6. Курцхайм
  7. Лайнталь
  8. Обердорф
  9. Путценберг
  10. Рёц
  11. Тёллах
  12. Треффнинг
  13. Трофайах
  14. Унтергимплах
  15. Унтеркурцхайм
  16. Хафнинг
  17. Шардорф
  18. Эдлинг
  19. Хафнинг-бай-Трофайах
16. Фордернберг